# Garlin Cay
Garlin Cay ist eine winzige Insel der Grenadinen und Teil des Staates St. Vincent und die Grenadinen.

## Geographie
Garlin Cay gehört zu den Grenadinen, einer Inselgruppe der Kleinen Antillen, verwaltungstechnisch gehört sie zum Parish Grenadines. Die Insel liegt zusammen mit weiteren kleinen Felsen vor der Nordküste von Baliceaux im Osten der Inselgruppe. Sie besteht aus Vulkangestein.